# لجنة إصدار الأحكام بالولايات المتحدة
لجنة إصدار الأحكام بالولايات المتحدة هي وكالة مستقلة تابعة للفرع القضائي للحكومة الفيدرالية للولايات المتحدة . وهي مسؤولة عن صياغة المبادئ التوجيهية لإصدار الأحكام للمحاكم الفيدرالية في الولايات المتحدة . تصدر اللجنة المبادئ التوجيهية لإصدار الأحكام الفيدرالية، والتي حلت محل النظام السابق للأحكام غير المحددة التي سمحت لقضاة المحاكمات بإصدار أحكام تتراوح ما بين الاختبار إلى أقصى عقوبة قانونية للجريمة. يقع مقرها الرئيسي في واشنطن العاصمة
تم إنشاء اللجنة بموجب أحكام قانون إصلاح الأحكام في قانون مراقبة الجريمة الشاملة لعام 1984 . تم الطعن في دستورية اللجنة باعتبارها انتهاكًا للكونجرس لسلطة السلطة التنفيذية ولكن أيدتها المحكمة العليا في قضية ميستريتا ضد الولايات المتحدة 488 .
أنشأ الكونغرس لجنة إصدار الأحكام في الولايات المتحدة باعتبارها وكالة دائمة ومستقلة داخل السلطة القضائية. ويعين الرئيس أعضاء اللجنة السبعة ويؤكّدهم مجلس الشيوخ لمدة ست سنوات. يمكن إعادة تعيين أعضاء اللجنة لفترة ولاية واحدة، أيضًا بمشورة وموافقة مجلس الشيوخ. يجب أن يكون ثلاثة من الأعضاء من القضاة الفيدراليين، وقد لا ينتمي أكثر من أربعة إلى نفس الحزب السياسي . يشغل المدعي العام للولايات المتحدة أو من ينوب عنه ورئيس لجنة الإفراج المشروط بالولايات المتحدة كأعضاء بحكم المنصب، ولا يحق لهم التصويت.

## روابط خارجية
- لجنة إصدار الأحكام بالولايات المتحدة نسخة محفوظة 12 أغسطس 2006 على موقع واي باك مشين.
- لجنة إصدار الأحكام بالولايات المتحدة في السجل الفيدرالي
- مقابلات مع رؤساء اللجان الأربعة الأولى
- من التل إلى المحكمة إلى اللجنة (مقابلة مع رئيسة اللجنة باتي ساريس، الفرع الثالث، سبتمبر 2011)
- تواريخ وقرارات هامة في تاريخ إرشادات إصدار الأحكام
- المجهول اختراق الولايات المتحدة لجنة الحكم، بتوزيع الملفات
- سجلات لجنة إصدار الأحكام بالولايات المتحدة في الأرشيف الوطني (مجموعة السجلات 539)